# یواس‌اس اوبراین (دی‌دی-۴۱۵)
یواس‌اس اوبراین (دی‌دی-۴۱۵) (به انگلیسی: USS O'Brien (DD-415)) یک زیردریایی بود که طول آن 348&nbsp;ft, 3¼&nbsp;in, (106.15&nbsp;m) بود. این زیردریایی در سال ۱۹۳۹ ساخته شد.